# Igor' Ševčenko
Igor' Vadimovič Ševčenko (in russo Игорь Вадимович Шевченко?; Kujbyšev, 2 febbraio 1985) è un ex calciatore russo, di ruolo attaccante.

## Carriera

### Club
Dopo aver giocato con numerose squadre di club, nel 2010 si trasferisce al Sibir' Novosibirsk, con cui prende parte alla Prem'er-Liga 2010.

### Nazionale
Conta varie presenze con la Nazionale russa Under-21.